# Покровська церква (Антонівка)
Покровська церква — православний храм та пам'ятник архітектури місцевого значення в Антонівці Прилуцького району Чернігівської області.

## Історія
Рішенням виконкому Чернігівської обласної ради народних депутатів від 26.06.1989 року № 130 надано статус пам'ятник архітектури місцевого значення з охоронним № 53-Чг під назвою Покровська церква . Встановлено інформаційну дошку.

## Опис
Покровська церква побудована у період 1889—1912 років у російсько-візантійському стилі поруч із дерев'яною церквою на пагорбі, що на перехресті п'яти вулиць. В 1914 році храм був освячений на честь Покрови Богородиці.
Кам'яна, неоштукатурена, п'ятиголова, хрестово-купольна церква, подовжена по осі захід-схід. Зі сходу до центрального об'єму (нефу) примикає витягнута округла апсида, перекрита куполом. По кутах гілок хреста примикає чотири об'єми (прируби), а по обидва боки апсиди — об'єми (камери) менші за висотою. З півночі та півдня до нефа примикають межі. Має три входи (західний, північний, південний) з арочними навісами на двох колонах. Із заходу через криту галерею примикає триярусна дзвіниця заввишки 45 м — четверик, що несе циліндр на вісімці, завершується гранованим куполом. Вінчає храм купол на циліндричному світловому барабані, над кутовими прирубами також куполи на циліндричних світлових барабанах, але меншого розміру. Віконні отвори арочні. Арочні віконні прорізи, розчленовані спареними напівколоннами, барабанів голів і верхнього ярусу дзвіниці утворюють аркатурний пояс, що побоює їх циліндричну форму — що має схожість з вісімком. Підкупольне склепіння утворюють арочні перекриття.
У декорі фасадів використана орнаментальна цегляна кладка, а також храм прикрашають спарені півколони, лопатки, аркатурний фриз.
У 1920-х роках храм був закритий, за рядянської влади використовувався як склад.
У 1993 році храм було повторно освячено. Відновлено богослужіння. Було проведено ремонтно-реставраційні роботи.

## Відеоматеріали
На сервісі «Youtube» є відео телеканалу «Україна», присвячене храму — Україна інкогніта: Покровський храм у Антонівці Архивная копия

## Галерея

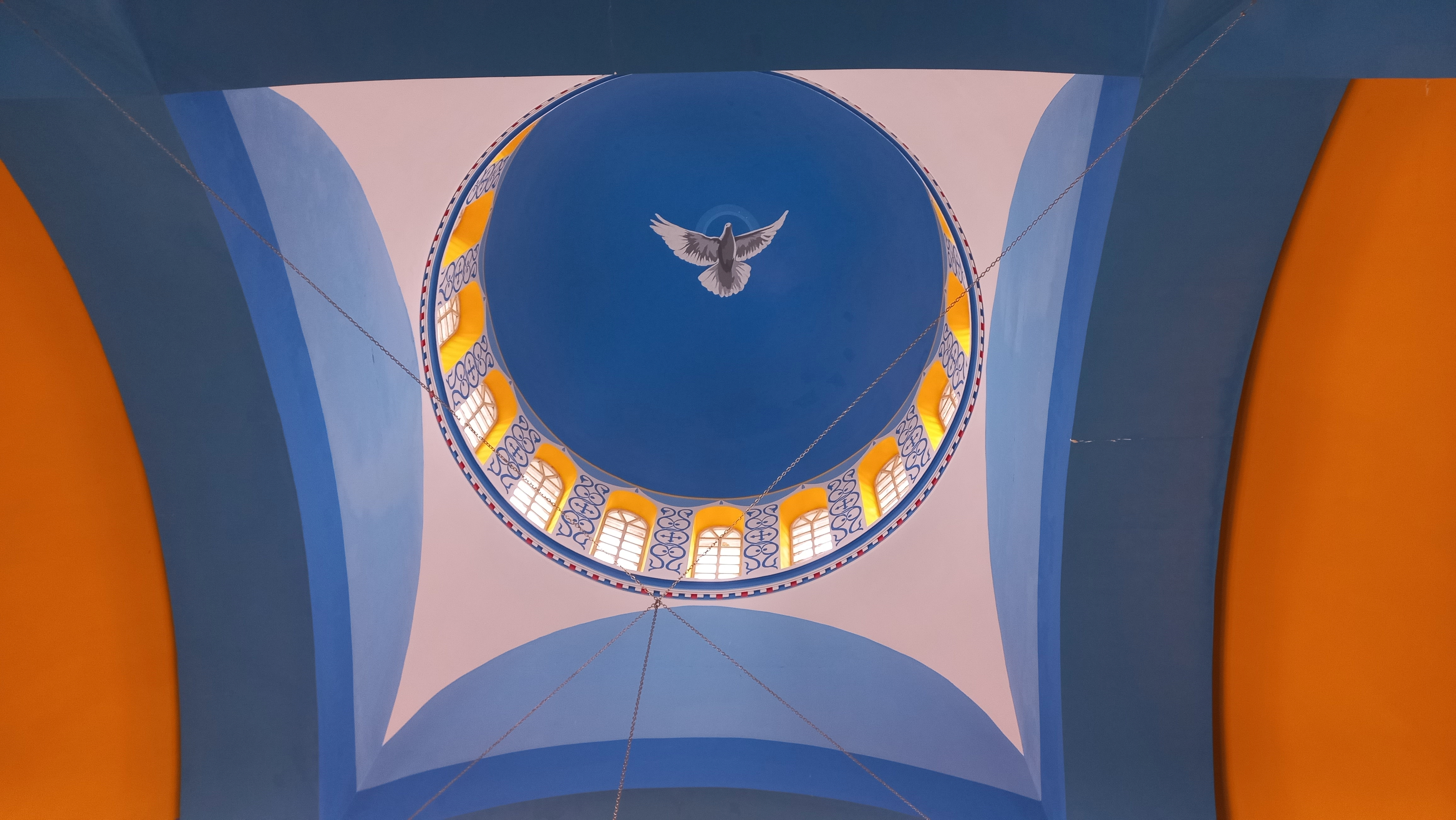
Розпис куполу Покровської церкви в селі Антонівка
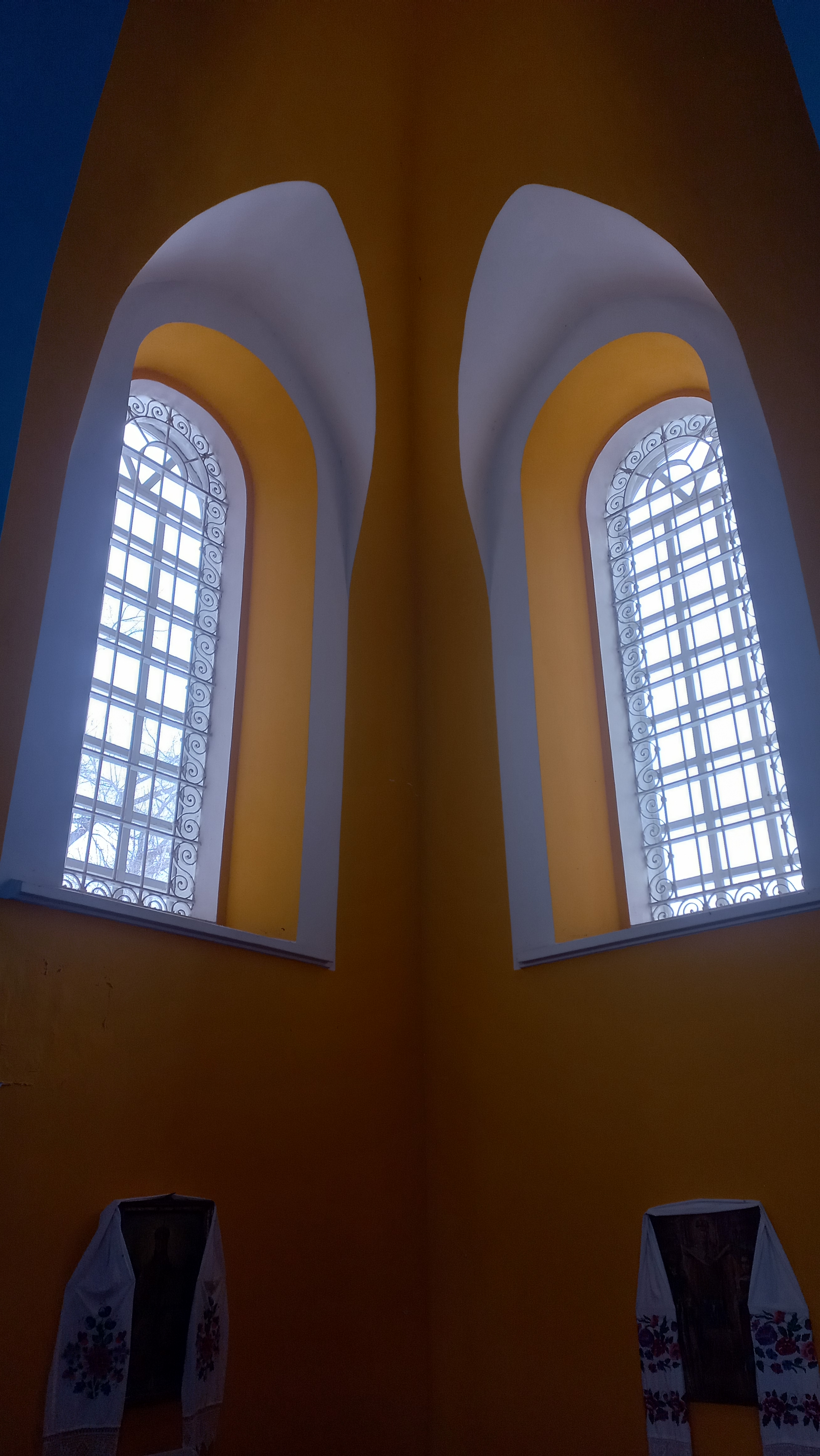
Вікна Покровської церкви в селі Антонівка
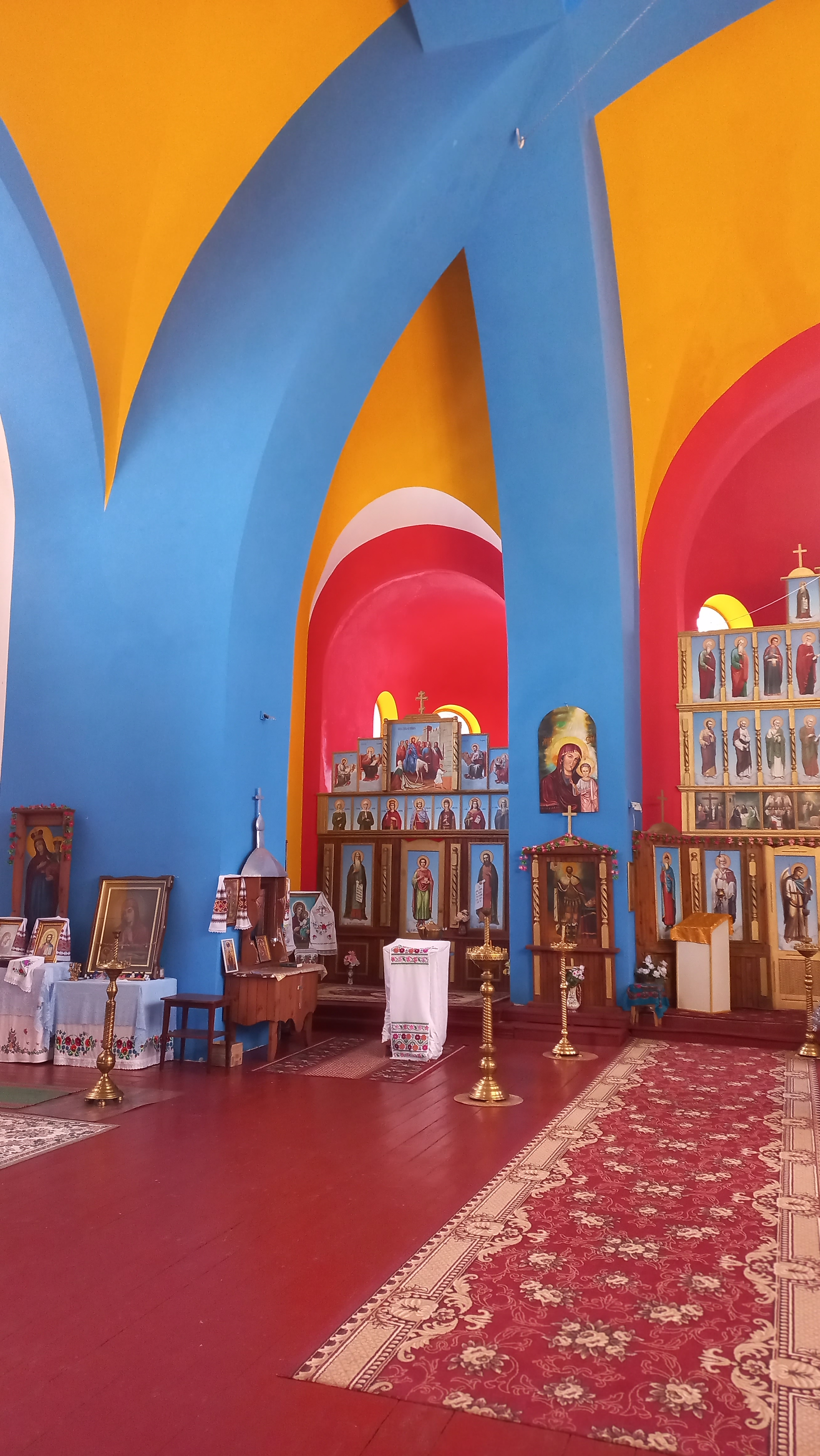
Покровська церква в селі Антонівка
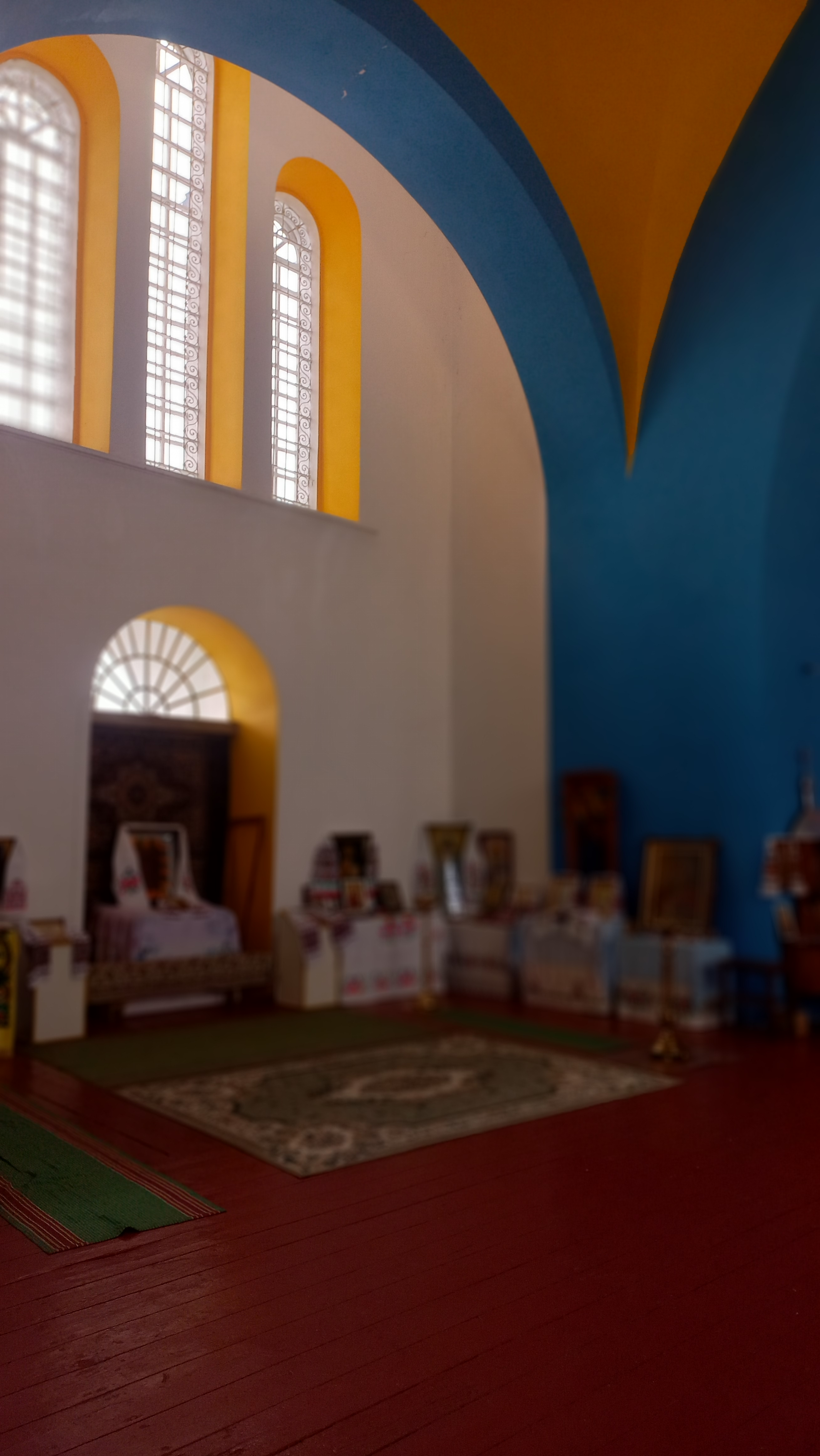
Покровська церкви в селі Антонівка
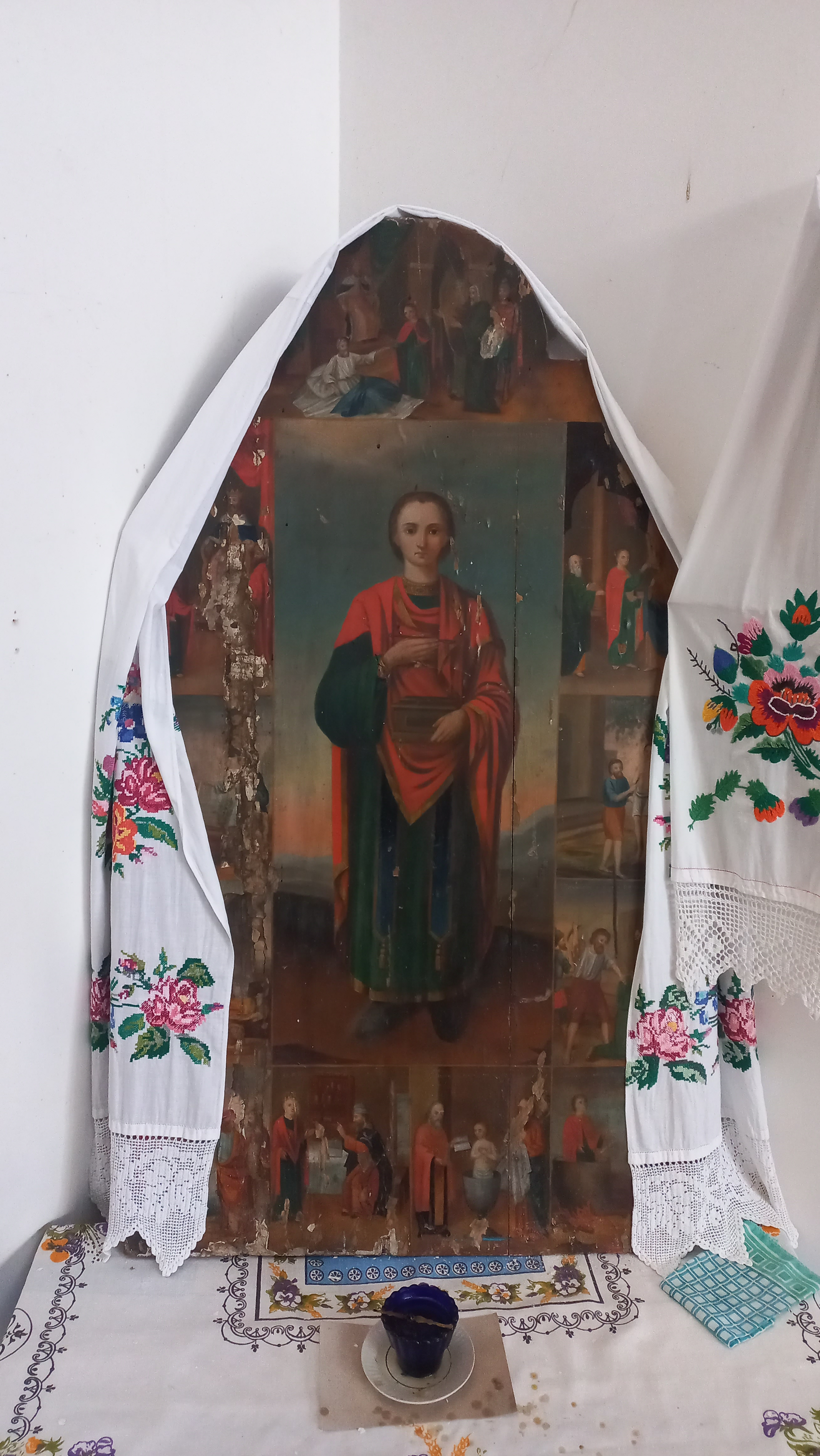
Ікони Покровської церкви в селі Антонівка
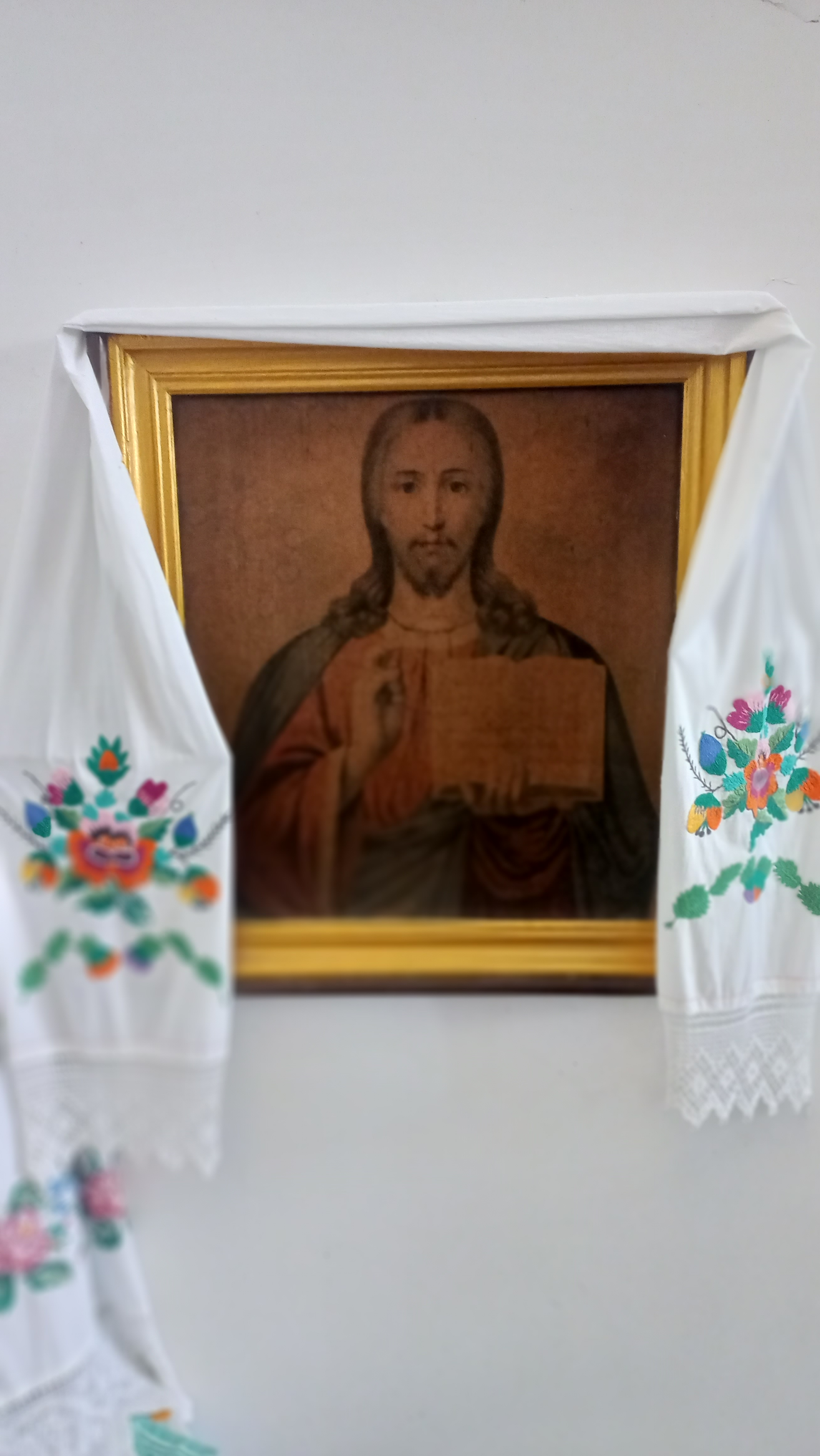
Ікони Покровської церкви в селі Антонівка